# Прокике
Прокике су насељено мјесто у сјеверној Лици, у општини Бриње, Личко-сењска жупанија, Република Хрватска.

## Географија
Прокике су удаљене око 5 км западно од Бриња, а од Оточца око 21 км сјеверозападно. У близини насеља пролази ауто-пут Загреб — Сплит.

## Историја
До територијалне реорганизације у Хрватској насеље се налазило у саставу бивше велике општине Оточац.

## Култура
У Прокикама је сједиште истоимене парохије Српске православне цркве. Парохија Прокике припада Архијерејском намјесништву личком у саставу Епархије Горњокарловачке. У Прокикама је постојао храм Српске православне цркве Сошествија Св. Духа, саграђен 1700. године, а порушен 1948. године. Парохију сачињавају: Бриње, Прокике, Добрица, Рајачићи, Рапајин До и Жупањ.

## Становништво
Према попису из 1991. године, насеље Прокике је имало 229 становника, међу којима је било 205 Срба, 19 Хрвата и 2 Југословена и 3 осталих. Према попису становништва из 2001. године, Прокике је имало 122 становника. Прокике су према попису из 2011. године имале 102 становника.
| Националност       | 1991. | 1981. | 1971. | 1961. |
| Срби               | 205   | 210   | 320   |       |
| Југословени        | 2     | 45    | 4     |       |
| Хрвати             | 19    | 29    | 37    |       |
| остали и непознато | 3     | 2     | 1     |       |
| Укупно             | 229   | 286   | 362   | 514   |

| Демографија | Демографија | Демографија |
| Година      | Становника  | Становника  |
| ----------- | ----------- | ----------- |
| 1961.       | 514         |             |
| 1971.       | 362         |             |
| 1981.       | 286         |             |
| 1991.       | 229         |             |
| 2001.       | 122         |             |
| 2011.       |             | 102         |

## Попис 1991.
На попису становништва 1991. године, насељено место Прокике је имало 229 становника, следећег националног састава:
| Попис 1991.‍  | Попис 1991.‍  | Попис 1991.‍ | Попис 1991.‍ | Попис 1991.‍ |
| ------------ | ------------ | ----------- | ----------- | ----------- |
|              |              |             |             |             |
| Срби         | Срби         |             | 205         | 89,51%      |
| Хрвати       | Хрвати       |             | 19          | 8,29%       |
| Југословени  | Југословени  |             | 2           | 0,87%       |
| неопредељени | неопредељени |             | 3           | 1,31%       |
| укупно: 229  |              |             |             |             |